# 新竹轉運站
新竹轉運站，是位於台灣新竹市東區的一座轉運站，位於新竹車站南方，即俗稱「後站」的區域。提供公路客運與市區公車轉乘服務。
轉運站用地為原舊台鐵及警察宿舍，占地約6.16公頃（含區內道路面積），在「新竹火車站後站地區更新計畫」內為疏解前站交通流量興建。2012年2月21日內政部第774次都市計畫委員會審議通過，4月18日新竹市政府公告發布實施，2016年7月31日啟用，8月2日正式營運。

## 設施概要

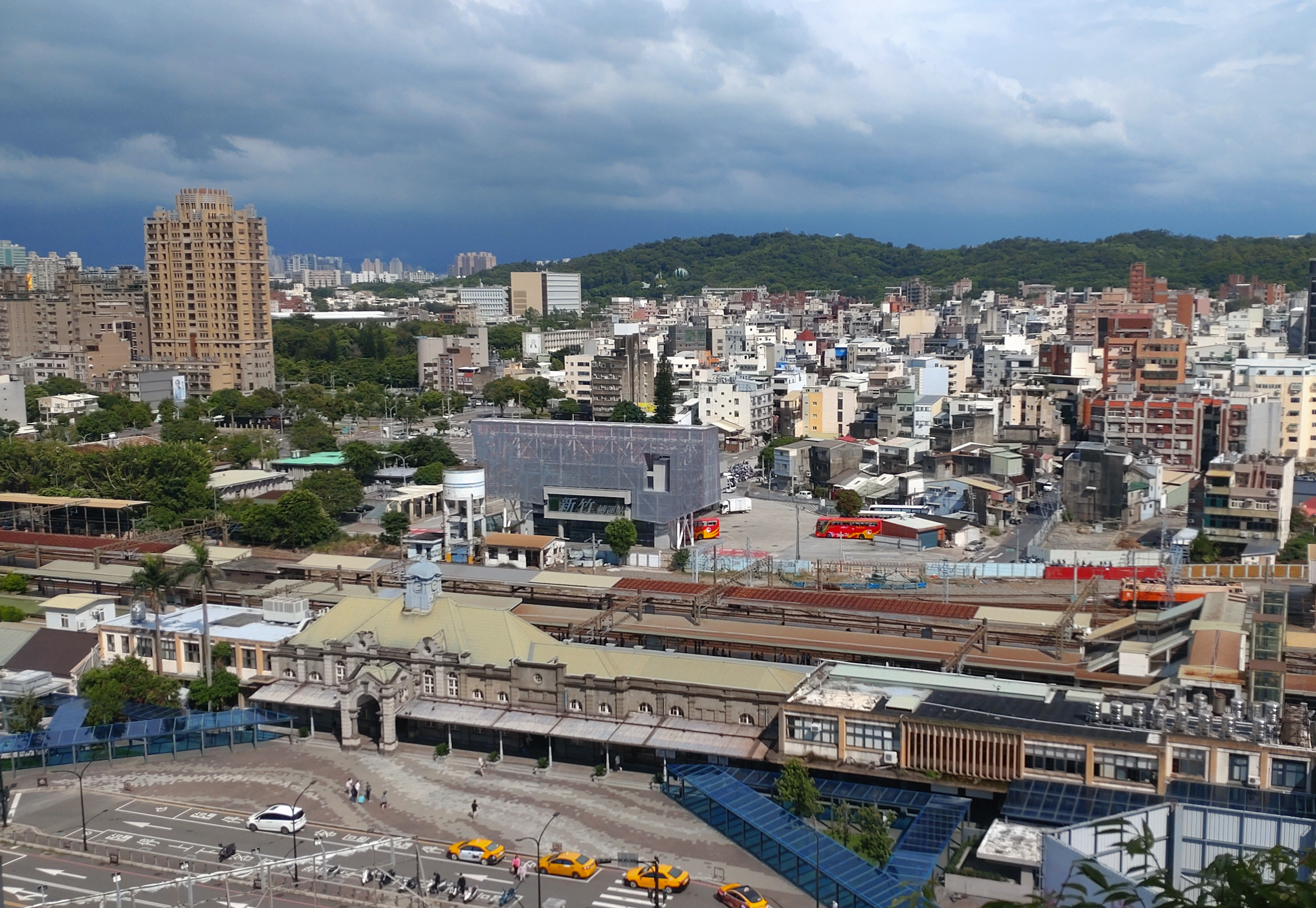
新竹車站與後方新竹轉運站

### 機能

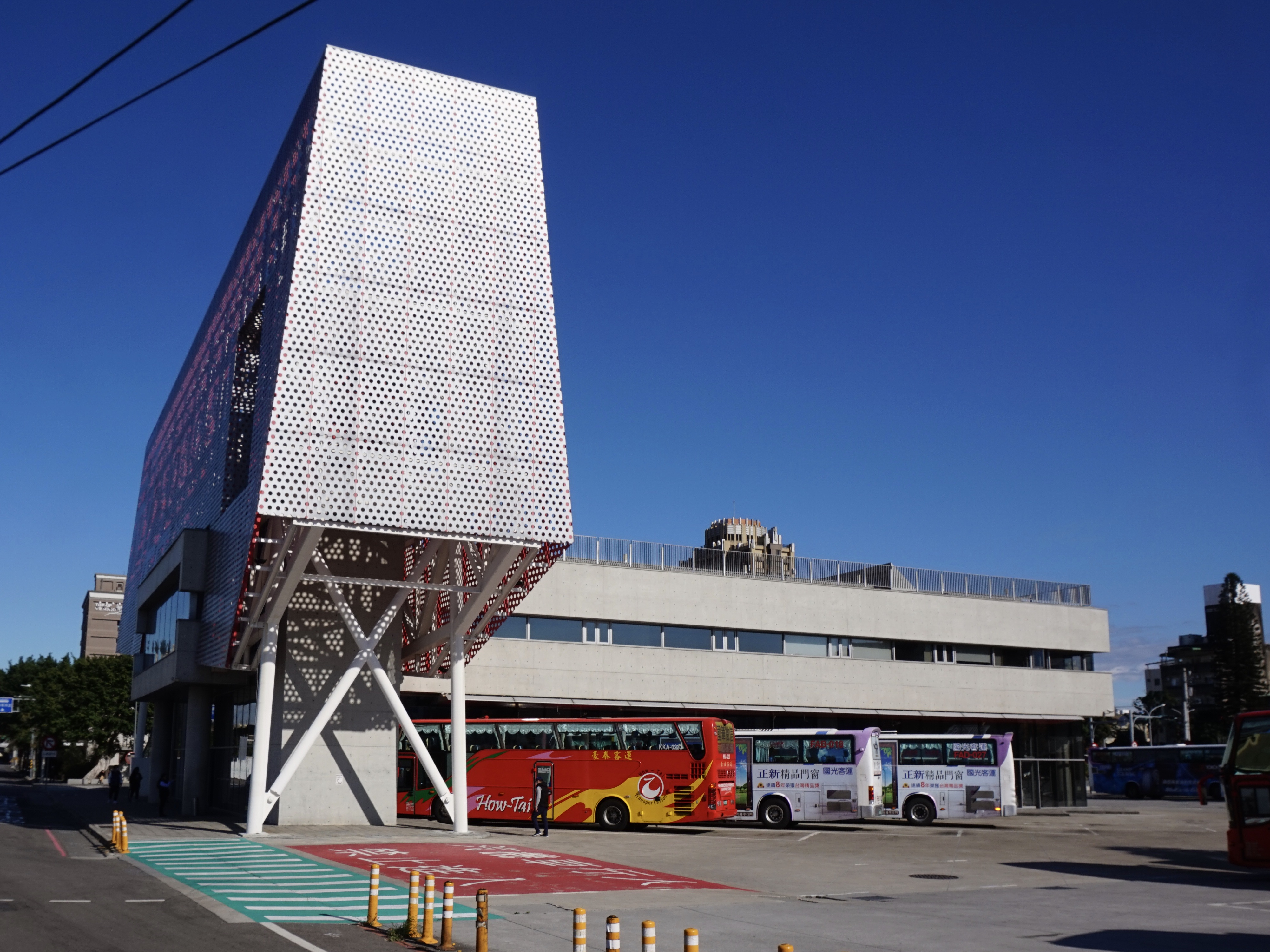
新竹轉運站

新竹轉運站挑高3樓高建築，有候車室、空調、商店，提供民眾舒適候車環境，也改善站前交通混亂情況。本站也設置新竹市公共自行車租賃系統（YouBike）站點。 共有7家汽車客運業者（包括：國光客運、豪泰客運、三重客運、新竹客運、台中客運、亞聯客運、日豪客運）進駐營運載客，第一階段由5條來往新竹及台北路線進駐，其餘來往基隆、林口、板橋、台中路線為第二階段進駐，每日往返577班次，假日715班次，旅客可使用立體連通道步行至前站。

### 停靠客運路線
※標示記號者，表示該線可使用悠遊卡付款乘車
- 國光客運
  - 1804：新竹─基隆
  - 1822：新竹─臺北
  - 1865：新竹─林口
  - 1866：新竹─台中
  - 1866A：新竹─台中
- 豪泰客運
  - 2011：新竹─臺北
- 亞聯客運
  - 1728：新竹─臺北（經龍潭）
- 新竹客運、三重客運
  - 9003：新竹─臺北
- 新竹客運、台中客運
  - 9010：新竹─臺中（經中港交流道）
  - 9010A：新竹─臺中（經中清交流道）
  - 9010C：新竹─臺中（繞駛中華大學）
- 日豪客運
  - 1250：新竹─桃園國際機場

### 候車月臺配置
| 月臺 | 營運業者          | 編號  | 營運路線或用途                                         |
| ---- | ----------------- | ----- | ------------------------------------------------------ |
| 1    |                   |       |                                                        |
| 2    | 亞聯客運          | 1728  | 新竹－中山高－龍潭五福休息站－北二高－台北仁愛敦化路口 |
| 3    | 新竹客運 三重客運 | 9003  | 新竹－中山高－大橋頭站－臺北車站(承德)                 |
| 4    | 新竹客運 三重客運 | 9003  | 新竹－中山高－大橋頭站－臺北車站(承德)                 |
| 5    | 新竹客運 台中客運 | 9010  | 新竹－中山高－朝馬－台中市政府－臺中                   |
| 5    | 新竹客運 台中客運 | 9010A | 新竹－中山高－中清路－朝馬－台中市政府－臺中           |
| 6    | 豪泰客運          | 2011  | 新竹－中山高－捷運大橋頭站－臺北車站(承德)             |
| 7    | 國光客運          | 1866  | 新竹→中山高→中清路→台中                                |
| 7    | 國光客運          | 1866A | 元培科大→香山轉運站→新竹→中山高→朝馬站(國光)           |
| 8    | 國光客運          | 1822  | 新竹→中山高→捷運大橋頭站→臺北圓環→臺北車站(承德)       |
| 9    | 國光客運          | 1804  | 新竹→中山高→林口站(國光)→中山高→基隆                   |
| 9    | 國光客運          | 1865  | 新竹→中山高→林口站(國光)→林口長庚醫院                  |
| 9    | 日豪客運          | 1250  | 新竹→中山高→國道二號→桃園國際機場                      |

## 市區公車轉乘資訊

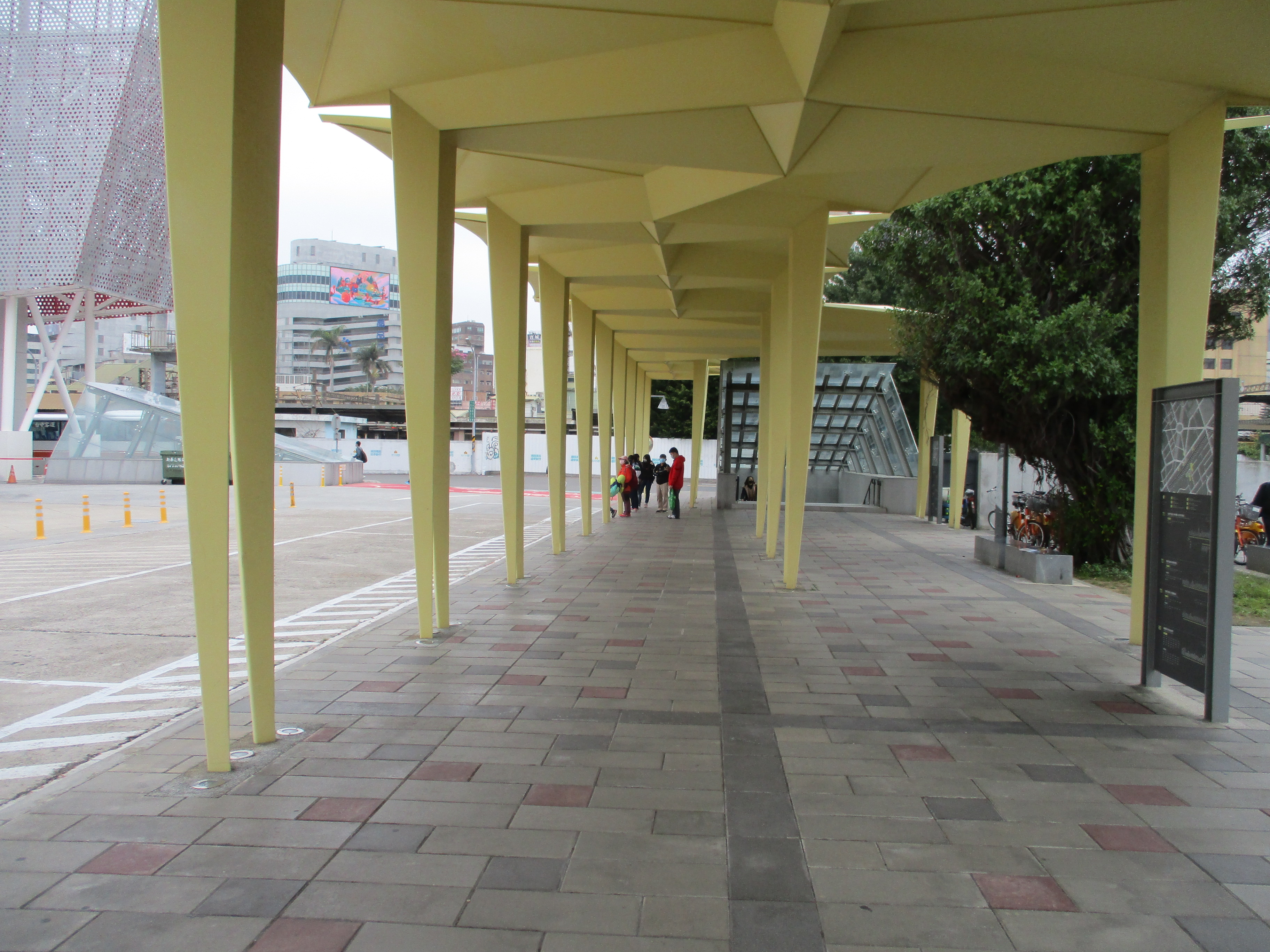
市區公車候車處

### 市區公車
- 科技之星交通
  - 71 北新竹後站－新竹轉運站－財神廟
  - 72 北新竹後站－新竹轉運站－陽明清境
  - 73 北新竹後站－新竹轉運站－花園新城
  - 83 成德高中－新竹轉運站－清華大學

### 接駁公車
曾於2016年7月20日開辦由美樂家客運營運的短期接駁車串聯新竹客運新竹北站和新建之新竹轉運站，幫助國道客運起訖站搬遷的過渡期銜接，於2017年6月21日停駛。